# Les Solius
Les Solius és una muntanya de 531 metres que es troba al municipi de Begues, a la comarca del Baix Llobregat.
Aquest cim està inclòs al llistat dels 100 cims de la FEEC